# Het perfecte plaatje (Vlaanderen)
Het perfecte plaatje is een Vlaams televisieprogramma waarvan het eerste seizoen werd uitgezonden in het voorjaar van 2024 door Play4. Het programma wordt gemaakt door DOK1 Media en is gebaseerd op het gelijknamige Nederlandse programma van John de Mol en ITV Studios Netherlands uit 2016.

## Format
Onder leiding van presentator Manu Van Acker gaan de kandidaten, dit zijn verschillende bekende Vlamingen, de strijd met elkaar aan. In deze strijd gaat het om wie het beste kan fotograferen op professioneel niveau. Dit doen ze aan de hand van verschillende foto-opdrachten. Elke aflevering staan er twee verschillende specialisaties centraal waarmee de kandidaten aan de slag moeten, deze zijn gekoppeld aan een onderwerp. Er komen verschillende onderwerpen langs zoals naaktportret, de wilde natuur, onderwater etc.
Ze krijgen per specialisatie aparte regels mee waar zij zich aan moeten houden. Zo hebben ze een maximale tijd en krijgen ze van tevoren te horen welke camera ze mogen gebruiken voor de opdracht en welke hulpstukken (telelenzen, groothoeklenzen etc.) ze hierbij mogen gebruiken. Ook kunnen de kandidaten als regel krijgen of de foto geregisseerd mag worden, mag dit niet dan mogen de kandidaten de mensen die ze fotograferen niet sturen hoe ze bijvoorbeeld moeten gaan staan. 
De kandidaten krijgen na de foto's te hebben gemaakt tijd om één foto of een serie foto's uit te zoeken en eventueel te bewerken. Hiervoor krijgen ze de beschikking over een computer met een fotobewerkingsprogramma en een speciaal scherm met lichtkap, waarop ze de foto's goed kunnen zien. Zo kunnen ze de beste foto's kiezen en ook eventuele oneffenheden wegwerken. Deze foto's worden afgedrukt en vervolgens beoordeeld door de tweekoppige jury die bestaat uit kunsthandelaar Sofie Van De Velde en fotograaf Zeger Garré. De jury geeft de cijfers voor de foto's zonder te weten wie ze hebben gemaakt. De kandidaat met het laagste totaalcijfer van zijn foto's moet het programma verlaten. De eerste aflevering is een opwarmertje en daarom hoeft er na deze aflevering nooit een kandidaat weg.
De kijkers thuis kunnen ook meedoen met het programma. In de periode dat het programma wordt uitgezonden, krijgen zij elke week een thuisopdracht die te maken heeft met het thema van de uitgezonden aflevering. De voor deze thuisopdracht gemaakte foto's dienen te worden ingestuurd via Instagram. De winnaar krijgt een cadeaubon van € 1.000,- waarmee Canon foto-apparatuur kan worden gekocht bij Cameranu.

## Seizoen 1 (2024)
| Plaats | Kandidaat        | Beroep          | Opmerkingen                |
| ------ | ---------------- | --------------- | -------------------------- |
| 1      | Julius Persoone  | kok             | Winnaar                    |
| 2      | Bie Baert        | antiekhandelaar | Verliezend finalist        |
| 3      | Filip Peeters    | acteur          | Afgevallen in aflevering 7 |
| 4      | Ingeborg         | presentatrice   | Afgevallen in aflevering 6 |
| 5      | Joffrey Anane    | danschoreograaf | Afgevallen in aflevering 5 |
| 6      | Astrid Coppens   | model           | Afgevallen in aflevering 4 |
| 7      | Jonatan Medart   | contentcreator  | Afgevallen in aflevering 3 |
| 8      | Barbara Sarafian | actrice         | Afgevallen in aflevering 2 |